# 元倉眞琴
元倉 眞琴（もとくら まこと、1946年4月5日 - 2017年11月16日）は、日本の建築家。東京芸術大学名誉教授。元東北芸術工科大学教授。

## 来歴・人物
- 教育者としてはせんだいデザインリーグファイナリスト、各コンペティション入賞者を多く輩出するなど教育者として高い評価を得ている。
- 兄は、元倉澄夫（元大洋水道設計事務所代表取締役）

## 略歴
- 1946年　千葉県生まれ
- 1969年　東京芸術大学美術学部建築科卒業
- 1971年　東京芸術大学大学院美術研究科建築専攻修士課程修了
- 1971～1976年（株）槇総合計画事務所勤務
- 1980年　（株）スタジオ建築計画設立
- 1998～2008年　東北芸術工科大学教授
- 2008年　東京芸術大学教授
- 2013年　東京芸術大学名誉教授
- 2017年 病気のため死去。

## 主な作品
- 1980年 朝倉山荘（長野県茅野市）
- 1985年 ヒルサイドテラス・アネックス（東京都）
- 1993年 星龍庵　東京建築士会住宅建築賞 金賞(東京都)
- 1993年 熊本県営竜蛇平団地（熊本県熊本市）
- 1996年 福岡大学A棟（福岡県）
- 1996年 FH・HOYA-II（東京都）
- 2000年 朝日町エコミュージアムセンター（山形県）
- 2005年 東雲キャナルコートCODAN6街区（東京都）
- 2013年 サイエンスヒルズこまつ（石川県小松市）

## 受賞
- 1985年 SD Review SD賞（ヒルサイドテラス・アネックス）
- 1993年 東京建築士会住宅建築賞 金賞(星龍庵)
- 1995年 日本建築学会賞（熊本県営竜蛇平団地）
- 2001年 マロニエ建築奨励賞（那須の設計事務所）
- 2002年 日本建築学会東北建築賞作品賞 （朝日町エコミュージアムコアセンター創遊館）
- 2005年 グッドデザイン金賞（東雲キャナルコートCODAN6街区）
- 2005年 BCS賞特別賞（東雲キャナルコートCODAN6街区）

## 著書
- 『アーバン・ファサード 都市は巨大な着せかえ人形だ』住まいの図書館出版局　1992
- 『集まって住む』くうねるところにすむところ : 子どもたちに伝えたい家の本 インデックス・コミュニケーションズ　2005

### 共著
- 『ハウジング・コンプレックス 集住の多様な展開』井出健共編著　彰国社　2001